# Саратовський (Адигея)
Саратовський (рос. Саратовский; адиг. Байкъан) — хутір Красногвардійського району Адигеї Росії. Входить до складу Єленовського сільського поселення.
Населення — 478 осіб (2015 рік).